# Rezolucija Vijeća sigurnosti UN-a 760
Rezolucijom Vijeća sigurnosti UN-a 760, jednoglasno usvojena 18. lipnja 1992., nakon ponovnog potvrđivanja rezolucija 752 (1992.), 757 (1992.) i 758 (1992.) koje su skrenule pozornost na potrebu za humanitarnom pomoći u bivšoj Jugoslaviji, Vijeće, djelujući pod Poglavljem VII Povelje Ujedinjenih naroda, izuzima humanitarnu robu poput hrane i medicinskih sredstava pomoć od zabrana prema Rezoluciji 757.

## Vanjske poveznice
- Text of the Resolution at undocs.org